# Parastetha
Parastetha is een geslacht van kevers uit de familie bladkevers (Chrysomelidae).
De wetenschappelijke naam van het geslacht werd in 1879 gepubliceerd door Joseph Sugar Baly.

## Soorten
- Parastetha nigricornis Baly, 1879